# Peperomia nudicaulis
Peperomia nudicaulis är en pepparväxtart som beskrevs av C. Dc.. Peperomia nudicaulis ingår i släktet peperomior, och familjen pepparväxter. Inga underarter finns listade i Catalogue of Life.